# Ernest Parton
Ernest Parton (né à Hudson (New York), États-Unis le 17 mars 1845 et mort à New York le 15 septembre 1933) est un peintre américain. En 1873, il organisa son « tour d'Europe » et aboutit à Montreuil où il se fixa. C'est un peintre influencé par l'école de Barbizon et Jean-Baptiste Camille Corot ainsi que par son ami anglais Ridgway Knight.
Il peint des paysages réalistes emplis d'une quiétude mélancolique. Il consacre plusieurs œuvres aux moulins le long de la Canche de Montreuil à Brimeux.

## Biographie
Ernest Parton est le fils d'un immigré anglais, entré en 1833 aux États-Unis, qui partit tenter fortune en Californie dans les champs aurifères. Son frère aîné Arthur Parton est le plus connu des enfants Parton. 
Il conseille à Ernest de participer aux activités de la Hudson River School sans fréquenter d'autres écoles d'art. À vingt ans, il travaille à Broadway avec son frère aîné et expose à l'académie nationale de dessin.
Il part pour l'Angleterre et l'Europe en 1873. Il commence son tour d'Europe par l'Écosse et l'Angleterre. Il est remarqué à la Royal Academy où il expose. Il poursuit son voyage en passant en Italie et en Suisse dont il ramène des paysages.
En 1890, il rejoint les peintres anglo-saxons de la Côte d'Opale et plus particulièrement le groupe de peintres américains de Montreuil.